# Ernesto Assante
Ernesto Assante (Napoli, 12 febbraio 1958 – Roma, 26 febbraio 2024) è stato un giornalista, critico musicale e blogger italiano.

## Biografia
Intraprende la sua attività giornalistica nel 1977, collaborando con il Quotidiano dei lavoratori. Nel 1978 collabora come critico musicale a il manifesto, per il quale scriverà fino al 1984. Nel 1979 comincia a scrivere per la Repubblica, dove è stato critico musicale e caporedattore, e negli ultimi anni lavorava come inviato. È stato direttore di MC-link e Kataweb. È stato collaboratore dell'Enciclopedia Italiana Treccani, per le voci che riguardano la musica popolare.
È stato collaboratore negli oltre trent'anni della sua attività con numerosi settimanali e mensili italiani e stranieri, tra i quali Epoca, L'Espresso, Rolling Stone. Ha ideato ed è stato responsabile dei supplementi Musica, Computer Valley e Computer, Internet e Altro di Repubblica.
Ha scritto libri di critica musicale, alcuni dei quali insieme con il collega Gino Castaldo, con il quale dal 2005 tiene delle "Lezioni di rock. Viaggio al centro della musica" con lo scopo di approfondire, grazie anche a un ascolto guidato e ai video mostrati, la storia di coloro che sono entrati nella leggenda del rock.
Dal 2003 al 2009 ha insegnato "Teoria e tecnica dei nuovi media" e in seguito "Analisi dei linguaggi musicali", alla facoltà di scienze della comunicazione dell'Università "La Sapienza" a Roma.
In virtù della sua lunga e prolifica attività su media diversi, degli anni di insegnamento e della fondazione di diversi giornali online, è considerato uno dei padri del giornalismo moderno in Italia.

### Radio
La prima esperienza come speaker radiofonico è nel 1975 in una piccola radio romana, Roma International Sound. Poi, sempre nel 1975, e fino al 1982, lavora con Radio Blu, una delle prime emittenti rock della capitale.
Ha cominciato a lavorare alla Rai nel 1980, a Rai Radio 1, con La civiltà dello spettacolo, poi ha collaborato ai canali della filodiffusione e quindi, nel 1982, a Rai Radio 3, quando ha incominciato a condurre Un certo discorso e quindi Pomeriggio Musicale, per poi passare a Stereonotte, dove è stato conduttore dal 1983 al 1987.
Negli anni seguenti ha condotto diverse trasmissioni a Italia Radio. Dal 2010 al 2017 è stato conduttore, con Gino Castaldo, di Playlist su Radio Capital. Sulla stessa emittente ha condotto, con Mary Cacciola, il programma domenicale Sunday Afternoon, fino all'estate del 2018. Dall'autunno del 2018 ha condotto, sempre su Radio Capital, Newsroom, il sabato e la domenica mattina, con Antonio Iovane, e Assound, il lunedì sera.

### Televisione
In TV comincia a collaborare nel 1982 come consulente per Domenica in. Nel 1983 e nel 1984, è consulente dell'Orecchiocchio, programma musicale condotto da Claudio De Tommasi e poi da Fabio Fazio, quindi intraprende l'attività di autore con due trasmissioni, nel 1983 e nel 1984, Beat Club, sempre su RaiTre. Nel 1987 due altri programmi televisivi per la Rai, D.O.C. : Musica e altro a denominazione d'origine controllata di Renzo Arbore, dove era consulente, e Ieri Goggi e Domani, con Loretta Goggi su Rai Uno, dove andava anche in video e realizzava servizi esterni dedicati alla musica. Nel 1989 ancora consulenza a International DOC Club di Arbore e poi nel 1988 il lavoro come autore a Notte Rock, per Rai Uno, che proseguirà fino al 1994.
In quegli anni come autore ha lavorato anche alla realizzazione di alcuni speciali, in prima serata su Rai Uno, The giants of rock'n'roll, dal Palaeur di Roma, con B.B. King, Fats Domino, Bo Diddley, Jerry Lee Lewis, Ray Charles e James Brown; Red Hot and Blue, trasmissione realizzata con i videoclip di alcuni grandi registi, Wim Wenders, Jonathan Demme, Jim Jarmusch, e grandi musicisti come U2, Tom Waits e David Byrne per raccogliere fondi contro l'Aids; Il re degli ignoranti, serata speciale con Adriano Celentano; Zoo tv outside broadcast, serata live con gli U2, mandata in differita di un'ora e mezza in seconda serata. E la diretta del concerto Pink Floyd a Venezia nel 1989, come autore e conduttore.
Negli stessi anni è autore di Sanremo Rock, che andava in onda nei giorni del Festival, condotto per tre anni, 1987, 1988 e 1990 da Carlo Massarini e per un anno, 1989, da Kay Rush, ma anche autore e curatore di Sanremo Blues e Sanremo Jazz, e nel 1991, di Sanremo famosi, dove esordirono Laura Pausini e Andrea Bocelli.
È stato autore del Cantagiro per Rai Due nel 1993. È stato autore nel 1989 e nel 1990 di Tam Tam Village, settimanale musicale di Rai Uno con Carlo Massarini. È stato autore della prima edizione del Pavarotti & Friends nel 1992 e ha condotto con Renzo Arbore, nel 1994, la diretta degli American Music Awards su Telemontecarlo. Come autore ha firmato molte prime serate di Rai Uno con conduttori come Fabrizio Frizzi, Eleonora Brigliadori, Renzo Arbore, Milly Carlucci, Elisabetta Gardini, Loretta Goggi.
Ha realizzato, come ideatore e autore, dal 1996 al 2002, sette edizioni del Pim, Premio Italiano della Musica, andate in onda su Italia 1, prodotte da Repubblica e condotte da Serena Dandini e Linus.
Dal 2013 è stato ideatore, autore e conduttore, con Gino Castaldo, di Webnotte, trasmissione dal vivo che è on line su Repubblica.it e su Facebook, e in onda su Radio Capital TV.
Nel 2016 è stato consulente del programma di Rai Uno L'importante è avere un piano, condotto da Stefano Bollani, e poi è stato consulente, ospite e selezionatore dei concorrenti per Rischiatutto, condotto da Fabio Fazio, e autore di Fan Car-aoke, sempre su Rai Uno.
Nel 2017 è stato autore e conduttore di Celebration, una prima serata il sabato su Rai Uno, con Neri Marcoré e Serena Rossi. Nello stesso anno è autore e conduttore, con Gino Castaldo, di My Generation, in onda su Real Time.
Nel 2019 e nel 2020 è autore di due stagioni di Una storia da cantare, condotto da Enrico Ruggeri e Bianca Guaccero, in prima serata il sabato su Rai Uno.
Nel 2022 è autore di Ci vuole un fiore, condotto da Francesco Gabbani e Francesca Fialdini, in prima serata su Rai Uno.
Nel novembre 2024 appare in un episodio della serie TV Vita da Carlo (terza stagione episodio 6) dove recita nel ruolo di sé stesso.

### Festival e rassegne
Nel 1983 è stato uno dei curatori di "Progetto Germania", festival di musica, cinema, teatro e arte a Roma. Dal 2011 è direttore artistico del "Medimex", festival organizzato da Puglia Sounds in diverse località della Puglia. Dal 2012 è direttore artistico del festival Collisioni a Barolo. Dal 2016 al 2018 ha diretto la rassegna "Jazz al Vittoriano" a Roma, nel 2019 ha diretto la rassegna "Notti di Musica" a Castel S.Angelo a Roma.

### Mostre
Nel 2004 ha curato “On the Road”, mostra dedicata a Jack Kerouac, con l’esposizione del manoscritto originale del libro, nello spazio Auditorium Arte di Roma. Nel 2015 ha curato DMX “Digital Music Experience” al museo MAXXI di Roma. Nel 2016 ha curato la mostra “Lucio Dalla, immagini e suoni” al complesso del Vittoriano a Roma. Nel 2019 ha curato la mostra “1969, parole, musica, immagini” nello spazio Auditorium Arte di Roma. Nel 2021 ha curato la mostra “Parole di carta” all’Università di Taranto.

### Telematica
Dal 1986 incomincia a scrivere su Repubblica e l'Espresso di quello che si poteva fare con un computer collegato a un modem. Mentre collabora con la casa editrice Technimedia al mensile Audio Review lancia un servizio di news musicali per via telematica, da distribuire a radio e giornali italiani e internazionali. Nel 1988 nasce Music Link, la prima agenzia telematica di news musica italiana, che distribuisce il proprio notiziario quotidiano in Italia e, attraverso ITAPAC e in lingua inglese, anche in Inghilterra, Francia, Stati Uniti e Giappone.

#### McLink
Nel 1989 diventa direttore responsabile di MC-link e negli anni seguenti continua a seguire la telematica in prima persona, scrivendo per Repubblica e l'Espresso e passando, come direttore di McLink, attraverso tutte le fasi che portarono allo sviluppo di Internet e del Web nel nostro paese. Nel 1996 ha collaborato alla realizzazione di "Computer No Problem", un corso per computer che fu venduto assieme a Repubblica.

#### Repubblica.it e Kataweb[3]
Insieme a Vittorio Zambardino e Gualtiero Peirce, ha progettato e realizzato nel 1996 la prima "edizione elettronica" di La Repubblica, in occasione delle elezioni di quell'anno, offrendo in diretta sul web i risultati della notte elettorale, primi in Italia a realizzare un simile servizio e con grande successo.
Il passo successivo fu, nel 1997, la progettazione e la realizzazione, sempre con Vittorio Zambardino e Gualtiero Pierce, di Repubblica.it. E sempre nel 1997 è responsabile della nascita del primo settimanale dedicato alle tecnologie e alla cultura digitale, Computer Valley, progettato e curato, realizzato con la McGraw Hill, distribuito in oltre seicentomila copie tutte le settimane con La Repubblica, diventato poi, al termine della collaborazione con la McGraw Hill, Computer, Internet & Altro. Quando il settimanale ha chiuso, ha ideato e curato le pagine multimedia di Affari & Finanza.
Nel 1999 diventa direttore del Broadcast Network di Kataweb, Internet company del gruppo Espresso che contribuì a inaugurare l'era di Internet in Italia, firmando con la SIAE uno storico accordo sui diritti d'autore, mandando il primo film in streaming (Il vigile di Alberto Sordi). Kataweb propose per la prima volta on line Beppe Grillo, mandando in streaming tre suoi spettacoli, integrali, che erano andati in onda sulla tv satellitare Tele+. Con Kataweb mise per la prima volta on line un'opera (il Faust, dal Massimo di Palermo, 2000), un concerto in diretta di Antonello Venditti (1999), uno di Gianna Nannini (2000), realizzò il primo videonotiziario quotidiano sulla rete, e uno dei primi servizi streaming italiani, con cinquanta canali radio.
Dal 2006 ha avuto un suo blog, Mediatrek, dal 2008 realizza un podcast settimanale. ha curato anche una web radio, Mediatrek Radio, on line 24/7.
Ha curato l'edizione quotidiana di Repubblica su iPad, ha ideato e realizzato il primo settimanale italiano solo su iPad, R7, e ha ideato con Aldo Lastella, RSera, il primo quotidiano italiano solo su iPad.
Con una piccolissima, indipendente e autofinanziata casa editrice, Alea, ha pubblicato libri sia su iTunes sia su Amazon, non solo musica ma anche cinema, romanzi, fantascienza e comedy.

### Morte
Assante è morto a 66 anni la sera del 26 febbraio 2024 al policlinico Umberto I di Roma a causa di un ictus fulminante che lo aveva colpito il giorno precedente. Il funerale viene celebrato, dopo tre giorni, al "Teatro Studio Gianni Borgna" presso l'Auditorium Parco della Musica di Roma.  È sepolto al cimitero Flaminio di Roma.

## Opere
- Bob Marley. Canzoni, Roma, Lato Side, 1979.
- Reggae, Savelli, Roma 1980
- La grande storia del Rock (con Enzo Capua), Savelli, 1981-1983
- Il rock e altre storie (con Riccardo Bertoncelli e Franco Bolelli), Arcana 1984
- Viaggia la musica nera (con Maria Carla Gullotta e Mirco Melanco), Marcon, 1995
- Genesi (con Gino Castaldo), Castelvecchi 1997
- Blues, Jazz, Rock, Pop. Il Novecento americano (con Gino Castaldo), Einaudi 2004
- La Musica Registrata (con Federico Ballanti), Audino, 2005
- Trentatré dischi senza i quali non si può vivere. Il racconto di un'epoca (con Gino Castaldo), Einaudi 2007
- Le leggende del rock, White Star 2007
- Masters of Rock Guitar (con prefazione di Adrian Belew e introduzione di Joe Satriani), WhiteStar 2009
- Il tempo di Woodstock (con Gino Castaldo), Laterza 2009
- Copio dunque sono, Coniglio Editore 2009
- John Lennon, the dreamer, Editoriale L'Espresso 2011
- The Beatles Revolution, Editoriale L'Espresso 2012
- Goodbye R.e.m, Alea, 2012
- Beatles (con Gino Castaldo), Laterza 2014
- I giorni del rock. Gli eventi che hanno fatto la storia della musica, WhiteStar 2015
- U2 Story, il racconto e le immagini di una leggenda del rock, WhiteStar 2016
- Ed Sheeran, la biografia non autorizzata, Kenness 2017
- 1977 - Gioia e rivoluzione, Arcana 2017
- Rivoluzioni, l'insurrezione poetica e la rivolta politica (con Federico Ballanti), Arcana 2017
- Fantarock, stranezze spaziali e suoni da mondi fantastici (con Mario Gazzola), Arcana 2018
- Woodstock 69, Rock revolution, WhiteStar 2018
- The Beatles 1962 1969, WhiteStar 2019
- InfoRock, WhiteStar 2019
- Lucio Dalla (con Gino Castaldo), Mondadori 2021
- Lucio Battisti, Mondadori 2023
- Bruce Springsteen. 50 anni di rock'n'roll, WhiteStar 2023
- E se Fedez e Tiziano Ferro... (un thriller eptatonico a semicrome dissonanti) (di Lorenzo Lombardi Dallamano) prefazione, Rossini 2024
- Verso le stelle. 150 canzoni per sentirsi vivi, Rai Libri 2024